# Monophleboides arachidis
Monophleboides arachidis är en insektsart som beskrevs av Albert Vayssière 1957. Monophleboides arachidis ingår i släktet Monophleboides och familjen pärlsköldlöss.
Artens utbredningsområde är Kongo-Kinshasa. Inga underarter finns listade i Catalogue of Life.